# 처녀자리 HW c
처녀자리 HW c는 처녀자리 HW 주위를 도는 외계 행성이다. 대한민국에서 발견 되었다.

## 물리적 특징
c의 질량은 목성의 8.47배로 지금까지 발견된 외계 가스 행성들 중에서도 무거운 편에 속한다. 공전 주기는 약 9년 1월로 발견된 외계 행성들 중에서 긴 편에 해당된다. 공전 주기로부터 계산한 어머니 항성으로부터의 거리는 5억 4200만 킬로미터이다(이는 3.62 천문단위와 같다). c의 공전 궤도는 찌그러져 있지만 만약 이 행성을 우리 태양계에 갖다 놓는다고 가정하면 모든 궤도는 화성과 목성 궤도 사이에 들어갈 것이다. 다만 현 시점에서 c의 반지름, 표면 온도, 실제 질량, 궤도경사각은 밝혀져 있지 않다.
c는 2008년 11월 24일 대한민국의 이재우, 김승리 연구진이 식쌍성의 극심시각 분석법을 이용하여 9년에 걸친 관측 기간 끝에 발견했다. 이재우 연구진은 c 외에도 또다른 행성 b도 발견했는데, b의 최소 질량은 목성의 19배 정도로, 행성이라기보다는 갈색 왜성일 가능성이 커 보인다.

## 참고 문헌
- 이재우; 김승리, 김천휘, Robert H. Koch, 이청욱, 김호일, 박장호 (2008년 11월 24일). “The sdB+M Eclipsing System HW Virginis and its Circumbinary Planets [sdB+M 식쌍성계(系) 처녀자리 HW와 HW의 쌍성주위 행성들]”. 2009년 5월 11일에 확인함.

## 같이 보기
- 처녀자리 HW
- 외계 행성